# Косово и Европейский союз
Европейский союз и Косово установили взаимоотношения в 2008 году, когда Республика Косово провозгласила свою независимость. Одним из важных вопросов, который стоит на текущей повестке дня в этих отношениях, является вступление данной страны в европейские интеграционные схемы, так как Косово признано потенциальным кандидатом на вступление в ЕС.
Соглашение о стабилизации и ассоциации между ЕС и Косово было подписано 26 февраля 2016 года, а 1 апреля того же года вступило в законную силу.
6 февраля 2018 года Еврокомиссия опубликовала план, который охватил шесть западнобалканских стран: Албанию, Боснию и Герцеговину, Косово, Черногорию, Северную Македонию и Сербию. План предусматривает, что все шесть этих стран могут стать членами Евросоюза к 2025 году.

## Признание
В 2013 году 23 из 28 членов ЕС признавали независимость Косово. Странами, которые не признают его независимость, являются Испания, Словакия, Кипр, Румыния и Греция. В итоге Европейский парламент 8 июля 2010 года принял резолюцию, призвал всех членов объединения признать независимость страны от Сербии В октябре 2010 года представитель Европарламента заявил, что непризнание Косово некоторыми членами ЕС не будет препятствием для присоединения страны к Шенгенской зоне. В последующем ряд стран, в основном, расположенных в Африке, отозвали признание независимости Косово. В августе 2021 года ещё 10 стран заявили о том, что намерены отозвать признание Косово.

## Присутствие ЕС
Миссия Европейского Союза по верховенству права в Косово (EULEX) действует на основании Резолюции Совета Безопасности ООН 1244, в соответствии с которым введено международное управление в Косово в 1999 году, но Россия заблокировала передачу полномочий ООН в Косово миссии ЕС. Сербия также рассматривает проведения такой миссии как признание независимости Косово.
Миссия численностью от 1800 до 1900 человек была утверждена Европейским советом 14 декабря 2007 года, но позднее была увеличена до двух тысяч человек. Миссия состоит из полицейских, прокуроров и судей, таким образом фокусируясь на верховенстве права и демократических стандартах. Размер этой миссии означает, что в Косово находится наибольшее количество служащих правительства ЕС после Брюсселя.
ЕС также назначил Международного гражданского представителя в Косово (которого также называют специальным представителем ЕС). Степень влияния ЕС в Косово заставила некоторых людей называть страну его протекторатом.

## Потенциальная кандидатура
Провозглашение независимости Косово от Сербии состоялось 17 февраля 2008 года по итогам голосования членов Ассамблеи Косово.
В октябре 2009 года Еврокомиссия в своём ежегодном отчёте о прогрессе кандидатов и потенциальных кандидатов на вступление в ЕС отметило то, что Республика Косово столкнулась с большими проблемами, включая обеспечение верховенства права, борьбу с коррупцией и организованной преступностью, усиление административного потенциала, защиту сербского населения и других национальных меньшинств.
Переговоры о членстве в ЕС могут начаться после того, как Косово подаст заявку и станет официальным кандидатом на членство в ЕС. Министр иностранных дел Косово Энвер Ходжай предложил Евросоюзу также принять в состав Сербию и Косово одновременно, так как если Сербия будет принята первой, то она может наложить вето на вхождение Косово.
В мае 2014 года Энвер Ходжай заявил, что правительство страны поставило себе цель достичь членства в ЕС в течение 10 лет. В мае 2018 года в Болгарии, которая на тот момент председательствовала в Совете ЕС, состоялся саммит по вопросам западнобалканских стран, который имел целью облегчить присоединение шести стран, включая усиление регионального сотрудничества в области безопасности и регионального взаимосвязи. Примечательно, что на саммите речь шла именно о партнёрах, а не о государстве, так как Косово является частично признанным государством.
После обострения конфликта с Сербией 11 декабря Премьер-министр Альбин Курти заявил, что Косово подаст заявку на вступление в ЕС 15 декабря.

## Соглашение об ассоциации и стабилизации
До подачи заявки на полное членство в ЕС Косово стремилось подписать с ЕС соглашение о стабилизации и ассоциации, по которому определяются права и обязанности обеих сторон к членству в ЕС. В марте 2012 года Еврокомиссия начала исследования технико-экономического обоснования перспектив соглашения. 10 октября 2012 года его результаты были опубликованы: исследование установило, что для вступления страны в ЕС не имеется юридических препятствий, поскольку для такой сделки не требуется полного суверенитета, и рекомендовал начать переговоры, как только Республика достигнет дальнейшего прогресса в четырёх сферах — верховенстве права, государственном управлении, защите национальных меньшинств и торговле.

### Брюссельские соглашения 2013 года
19 апреля 2013 года правительства Косово и Сербии заключили соглашение, которое было признано важнейшим шагом к нормализации отношений и позволило продвинуться обеим странам к европейской интеграции. Соглашение было ратифицировано Ассамблеей Косово 28 июня того же года.
Через несколько дней после достижения соглашения Еврокомиссия рекомендовала разрешить начать переговоры по соглашению об ассоциации и стабилизации отношений между ЕС и Косово, а также начать переговоры о членстве с Сербией. 28 июня 2013 года Европейский совет одобрил выводы Совета ЕС относительно переговоров как с Косово, так и с Сербией.
Переговоры были официально начаты 28 октября 2013 года и были завершены 2 мая 2014 года. Соглашение было ратифицировано 25 июля 2014 года, договор подписан 27 октября 2015 года.
Для успешной интеграции Сербии и Косово в Евросоюз необходим диалог о нормализации отношений между странами. ЕС с 2019 года выступает в роли главного посредника в реализации достигнутых договорённостей, так как нормализация отношений между Сербией и Косово может быть достигнута лишь в ходе переговоров по политическим вопросам.

## Одностороннее введение евро
Не является ясным, насколько одностороннее использование евро повлияет на стремление Косово к дальнейшей интеграции с ЕС, поскольку такой шаг требует от государств соблюдения нескольких Маастрихтсских критериев, прежде чем они смогут вступить в еврозону. Черногория, как и Косово, также в одностороннем порядке приняла евро и сейчас ведет переговоры о членстве с ЕС. С момента подачи заявления Черногории на членство, Европейская комиссия и ЕЦБ несколько раз выражали свое недовольство по использованию евро. В заявлении, прилагаемом к Соглашению о стабилизации и ассоциации с ЕС, сказано, что одностороннее введение евро не было совместимо с Договором. Дипломаты предполагают, что вряд ли Черногория выведет из обращения евро.

## Либерализация визового режима
Косово является единственным потенциальным кандидатом на членство в ЕС, не имеющим безвизового режима с Шенгенской зоной. ЕС и Косово начали диалог о визовой либерализации 19 января 2012 года. 14 июня 2012 года Косово получило дорожную карту по либерализации визового режима с ЕС по детализацией необходимых реформ и в мае 2016 года Еврокомиссия предложила Косово ввести безвизовый режим. ЕС заявил, что безвизовый режим для граждан Косово обусловлен тем, что правительство данной страны одобрило соглашение о демаркации границы с Черногорией, которая была утверждена парламентом Косово в марте 2018 года. В отчёте от июля 2018 года также указывалось, что Косово выполнило все требования для безвизового режима с Шенгенской зоной.